# Krakóws vojvodskap (1816–1837)
För andra betydelser, se Krakóws vojvodskap.

Krakóws vojvodskap (polska Województwo krakowskie) var åren 1816–1837 ett vojvodskap i sydvästra Kongresspolen. Huvudstad var Kielce. 
Vojvodskapet var uppdelat i fyra distrikt (obwód) och tio powiater:
- Obwód kielecki (Kielce)
  - Powiat kielecki
  - Powiat jędrzejowski
- Obwód miechowski (Miechów)
  - Powiat krakowski
  - Powiat miechowski
  - Powiat skalbmierski
- Obwód olkuski (Olkusz)
  - Powiat lelowski
  - Powiat olkuski
  - Powiat pilicki
- Obwód stopnicki (Stopnica)
  - Powiat stopnicki
  - Powiat szydłowski